# Assen Vassiliev
Assen Vassiliev Petrov (en bulgare : Асен Василиев Петров), né le 2 juin 1900 à Kyoustendil et mort le 21 juin 1981, est un peintre et historien de l'art bulgare. Considéré comme une figure majeure de l'histoire de l'art dans son pays, il est principalement connu pour ses travaux sur la Renaissance bulgare.

## Biographie

### Origines et études
Assen Vassiliev naît à Kyoustendil, en Bulgarie, le 2 juin 1900. Il est le fils de Trayana et Vassili Petrov, un Macédonien né à Deltchevo, où le grand-père de Vassiliev, Petre Kojarov, était artisan du cuir. Après sa mort en 1878, la grand-mère de Vassiliev s'installe à Kyoustendil.
Vassiliev devient étudiant à l'Académie nationale des arts de Sofia, où il a pour professeurs Dimitar Gioudjenov (bg), Nikola Ganouchev (bg), Stefan Ivanov (bg) et Nikola Marinov (bg). Il en sort diplômé de peinture en 1925. La vie artistique et culturelle se développe en Bulgarie dans l'entre-deux guerres, et Vassiliev côtoie un groupe d'artistes de Kyoustendil, dont fait partie Vladimir Dimitrov (en), qui devient un ami proche de Vassiliev,. C'est dans ce cercle d'artistes de Kyoustendil que Vassiliev expose ses premières œuvres, dans un style moderne et Art déco dont il est alors l'un des seuls représentants en Bulgarie, avant de se tourner rapidement vers l'étude de l'histoire de l'art,. Après l'obtention de son diplôme il commence à enseigner la peinture à Berkovitsa, Choumen et Sofia.

### Carrière d'historien de l'art
En parallèle de sa carrière de peintre, Vassiliev étudie le patrimoine bulgare. Entre 1927 et 1930, alors qu'il est enseignant à Choumen, il participe activement aux fouilles archéologiques de Madara, où il réalise près de 400 dessins des découvertes,. Il étudie de nombreux monastères, églises et chapelles de Bulgarie, notamment des sites aujourd'hui inscrits au patrimoine mondial : l'église de Boyana, la tombe thrace de Kazanlak, les églises rupestres d'Ivanovo et le monastère de Rila,.
Il devient un historien de l'art reconnu en Bulgarie : en 1948, le Comité pour la Science, l'Art et la Culture (bg) le charge de la reconstruction du réseau muséal du pays. Ses livres deviennent des références et posent les bases de l'histoire de l'art en Bulgarie, grâce à ses travaux de recherche minutieux, où il étudie en détail les œuvres des fresquistes, sculpteurs et peintres d'icônes du Moyen-Âge au XIXe siècle,. Ses travaux concernent particulièrement la Renaissance bulgare, et il publie une étude d'ampleur en 1965, Les Maîtres de la Renaissance bulgare (Български възрожденски майстори). Au total, il est l'auteur de 34 livres et de centaines d'articles,. Il crée aussi un index afin de répertorier les monuments et artistes de la Renaissance bulgare.
Entre 1957 et 1959, il est directeur adjoint de l'Institut d'histoire à l'Académie bulgare des sciences. En 1974, il devient professeur d'histoire de l'art à l'Académie nationale des arts de Sofia. Il est aussi membre de la Société d'Art contemporain, et un des fondateurs de l'Union des Artistes de Bulgarie.
En 1979, à près de 80 ans, il fonde la première encyclopédie régionale bulgare, le Dictionnaire encyclopédique de Kyoustendil (Енциклопедичен речник Кюстендил) dont il est le rédacteur en chef. Il continue d'étudier et d'écrire, et aurait dit à la journaliste Nelly Tsoneva, qui le rencontre quelque temps avant sa mort, que « beaucoup de travail restera inachevé ! ». Il meurt le 21 juin 1981.

## Postérité
Assen Vassiliev est aujourd'hui considéré comme une figure majeure de la vie culturelle et l'un des plus grands historiens de l'art du XXe siècle en Bulgarie, et ses apports à l'histoire culturelle du pays sont très importants,,,. Les universitaires bulgares le considèrent comme le père de l'histoire de l'art en Bulgarie. Ses tableaux sont conservés à la Galerie nationale des beaux-arts, la Galerie d'art de Sofia (bg), la Galerie Vladimir Dimitrov – Le Maître (bg) (qu'il a lui-même fondée) ainsi que dans des galeries et collections privées. Ses archives scientifiques, qui comptent près de 7500 photographies et constituent l'une des bases les plus importantes pour l'étude du patrimoine culturel des Balkans, sont conservées au Centre d'études slavo-byzantines de l'Université Saint-Clément-d'Ohrid de Sofia. La Radio nationale bulgare conserve une série de documentaires réalisés par sa fille, Ekaterina Vassilieva, dans lesquels Vassiliev présente l'art ancien et moderne de Bulgarie au grand public.
Plusieurs expositions ont lieu en sa mémoire, dont une en 2005 à la Galerie d'art de Sofia et une en 2020 à la Galerie Vladimir Dimitrov – Le Maître, pour les 120 ans de sa naissance. Un livre paraît en 2019, Une vie d'ombre et d'éclat (Живот от сенки и сияния), co-écrit par Ekaterina Vassilieva et la journaliste Nelly Tsoneva, qui y ont rassemblé ses mémoires, sa correspondance et ses notes. Elles réalisent aussi conjointement un documentaire sur l'historien, intitulé Dévoué à l'éternité (Отдаден на вечността).
Il est honoré par plusieurs distinctions, dont celle de « Citoyen d'honneur de Kyoustendil » et « Artiste national ».

## Sources
: document utilisé comme source pour la rédaction de cet article.
- (bg) Анна Капитанова-Кръстева, « Проф. Асен Василиев – изкуствоведът с палитрата и четките », sur archives.bnr.bg,‎ 2 juin 2020 (consulté le 3 juin 2022).
- (bg) « 120 години от рождението на Асен Василиев », sur sofiahistorymuseum.bg,‎ 2 juin 2020 (consulté le 3 juin 2022).
- (bg) Юлия Караджова, « 120 години от рождението на проф. Асен Василиев: “Не съм преживял живота си напразно” », sur bezgranitsi.bg,‎ 31 octobre 2020 (consulté le 3 juin 2022).
- (bg) « 105 ГОДИНИ ОТ РОЖДЕНИЕТО МУ - ЖИВОПИС, РИСУНКИ, ДОКУМЕНТИ », sur sghg.bg,‎ 2005 (consulté le 3 juin 2022).
- (bg) Нели Цонева, « Асен Василиев: „Не съм живял живота си напразно“ », sur tsoneva.com,‎ 2019 (consulté le 3 juin 2022).
- Мария Полимирова et Светозар Ангелов, « Фотоархивът и личният архив на професор Асен Василиев като извор за историята на ценни и труднодостъпни паметници на Балканите » [« Les photos et les archives personnelles du prof. Assen Vassiliev, en tant que source de l’histoire de monuments précieux, difficilement accessibles, des Balkans »], Annuaire de l'Université de Sofia "St. Kliment Ohridski" / Centre de recherches Slavo-Byzantines "Ivan Dujčev", vol. 99, no 18,‎ 2017 (lire en ligne).
- Явор Митов, « ЗАПИСКИ ЗА МЕДИЕВИСТИ И ИСТОРИЦИ, ЗАНИМАВАЩИ СЕ С МЕДИЕВИСТИКА ОТ КЮСТЕНДИЛСКИЯ КРАЙ (ПО ДАННИ ОТ МУЗЕЙНИТЕ И АРХИВНИТЕ ФОНДОВЕ) », ИЗВЕСТИЯ НА ИСТОРИЧЕСКИ МУЗЕЙ КЮСТЕНДИЛ, vol. 19,‎ 2018 (lire en ligne).